# Sonia Grimm
Sonia Grimm, née en 1974 à Genève, est une auteure-compositrice-interprète suisse connue pour son répertoire pour enfants.

## Biographie

### Jeunesse
Sonia Grimm naît en 1974 à Genève et est l'une des deux filles d’Alain Grimm et d'Elisabeth Brandes (nés en 1944), professeure de tennis. Ses grands-parents paternels étaient Charles Grimm (1905-1960) et Lucette Rossi (1907-2005), et ses grands-parents maternels étaient Johann Brandes (1907-1992) et Maria Huser (1912-1992). Elle grandit à Borex et vit à Saint-Cergue, dans le canton de Vaud, près de Nyon ;  elle pratique beaucoup d'activités sportives et musicales, apprenant à jouer du piano à six ans,,.

### Carrière musicale
Elle lance sa carrière en 2004, trouvant que les chansons pour ses enfants n'étaient pas assez variées. La même année, elle rencontra son producteur de dix ans de plus qu'elle, Marco Sorrentino, avec qui elle se mit en couple. Finalement elle commença à gérer sa carrière elle-même, car il devenait moins impliqué. Désespérée et sous emprise, Sonia songea au suicide en 2011. Son premier spectacle s'était déroulé en 2005, au salon du livre. Elle avait ouvert des écoles de spectacles à Genève, Lausanne, Fribourg, Gland, Sion et Neuchâtel, où étaient formés deux cent enfants pour ses spectacles.

### AssociationParle-moiet projetPar le Moi
À la fin de février 2020, elle annonce mettre fin à ses spectacles pour enfants, après quinze ans de tournées, à la suite d'un « travail d'introspection » à partir de juillet 2019 accompagnée par Steve Alban Tineo ; elle prévoit de faire des concerts, des stages et des conférences avec l'association Parle-moi afin d'apporter une aide concrète aux victimes qui désirent se reconstruire à la suite de violences.
Elle crée avec Steve Alban un spectacle "Par le Moi" qui existe en deux versions : version pour les adultes et version pour la jeunesse (prévention contre le harcèlement).

## Vie privée
Elle a deux enfants, Benjamin (né en 2001) et Emma, issus d'un premier mariage,. 
La relation entre Sonia Grimm et Marco se détériore dès 2007, mais elle accepte sa demande en mariage en 2010, pour redonner un souffle à leur couple. Marco était d'une nature autoritaire et un « pervers narcissique ». Le 24 août 2014, après plusieurs humiliations, celui-ci la frappe et la viole. Sonia porte plainte le jour suivant, il sera condamné le 15 décembre 2015 à deux ans de prison avec sursis.

## Discographie
- 2004 : La ronde des animaux (traduit en suisse allemand en 2014)
- 2005 : Sous le sapin...
- 2006 : Mon petit bébé chien
- 2007 : Je t'aime tant
- 2009 : Au coeur de Noël
- 2011 : Un petit lapin
- 2012 : Un petit bout de mon coeur
- 2015 : Je respire et Un drôle de Noël
- 2017 : Je suis « ailes »

## Activité littéraire
En mars 2018, elle publie : « Insoumise. Autopsie d’un amour destructeur » (Éd. Favre), où elle aborde la vie avec son mari-producteur violent, et son viol. Il essaiera de faire interdire la publication du livre, ainsi que sa publicité car selon son avocat Me Stackelberg, quand bien même il est anonymisé, il est « clairement identifiable ». Il vit depuis à l'Hospice général de Genève, donnant des cours de piano. Dans sa vidéo Merci à tous !, publiée sur sa chaine Youtube le 1er octobre 2018, Sonia dit qu'il fut débouté, et qu'elle peut de nouveau en parler librement.